# دنيس فان
دنيس فـان (بالإنجليزية: Dennis Phan)‏ هو متزلج فني أمريكي، ولد في 8 سبتمبر 1985 في دالاس في الولايات المتحدة.

## وصلات خارجية
- دنيس فـان على موقع الاتحاد الدولي للتزلج (الإنجليزية)